# Austauschformat
Austauschformat ist ein Begriff aus der elektronischen Datenverarbeitung (EDV) und bezeichnet meist ein Dateiformat, welches mit vielen verschiedenen Anwendungen auf fast jedem Betriebssystem kompatibel ist.
Die ersten Austauschformate wurden sehr einfach gehalten. Zum Beispiel ist das Plain-Text-Format mit reinen ASCII-Zeichen für englischsprachige Texte auch heute noch ein wichtiges Format, will man sichergehen, dass der Empfänger des Textes diesen auch lesen kann. Austauschformate sind aber nicht nur betriebssystemübergreifend gültig, sondern ermöglichen auch den Datenaustausch verschiedener Programme aus unterschiedlichen Generationen von EDV-Systemen und Computertechnik.
Besonders für die Datensicherung auf lange Zeit spielen Austauschformate eine wichtige Rolle. Nur sehr wenige Formate sind über Jahrzehnte lesbar. Das Drawing Interchange Format wurde z. B. bereits im Jahr 1982 definiert, um überhaupt einen Datenaustausch zu ermöglichen und gilt heute – obwohl es ein Unternehmensstandard ist – weltweit.
Viele (komplexere) Formate sind nicht dauerhaft lesbar, da ihr innerer Aufbau als Betriebsgeheimnis nur dem verwendenden Unternehmen bekannt ist. Ein Beispiel hierfür ist das Format .123 der Tabellenkalkulation Lotus 1-2-3.
Die Verwendung von dokumentierten, offenen Standards wie beispielsweise OpenDocument (ODF) beseitigt dieses Problem. Dementsprechend verwendet das verbreitete Textprogramm Microsoft Word seit einiger Zeit auf Extensible Markup Language (XML) basierende Formate und die älteren Formate .doc wurden offengelegt. Dennoch beschreitet Microsoft weiterhin einen eigenen Weg und lehnt den ODF-Standard ab.

## Übersicht
Für verschiedene Dateiarten gibt es jeweils eines oder mehrere weitverbreitete Austauschformate als „Quasi-Standards“:
- Textdateien:
  - 1982: Plain text (.txt)
  - 1987: Rich Text Format (.rtf)
  - 1992: Hypertext Markup Language (.htm/.html)
  - ? : JavaScript Object Notation (.json)

- Tabellenkalkulationen:
  - 19nn: CSV (Dateiformat) (.csv)

- Datenbanken:
  - 1982 dBASE (.dbf)
  - 1993: Paradox (.db)

- Pixelgrafiken:
  - 198n: Portable Pixmap (.ppm)
  - 1991: JPEG File Interchange Format (.jpg/.jpeg)
  - 1994: Tagged Image File Format (.tif/.tiff)

- Vektorgrafiken:
  - 1982: Drawing Interchange Format (.dxf)
  - 1984: PostScript (.ps)
  - 1987: Encapsulated PostScript (.eps)
  - 1993: Portable Document Format (.pdf)
  - 2001: Scalable Vector Graphics (.svg)

## Komplexe Textdokumente
Sogenannte „Seitenbeschreibungssprachen“ kombinieren typischerweise Text und Grafik, deshalb erscheinen in diesem Abschnitt Formate erneut, die unter #Übersicht spezielle Zwecke erfüllen, sich aber allgemeiner für ganze Textdokumente eignen:
- PostScript und PDF (unter „Vektorgrafiken“ – Adobe Inc.) –
PDF ist heute der Standard für Plattformunabhängigkeit und „Online-Stellen“ fertiggestellter Texte im Internet (Online-Publikation), wenn HTML (unter „Textdateien“) typografisch nicht genügt (fixierte Umbrüche und vielleicht auch die Gliederung in Druckseiten erwünscht ist) oder aus dem Quellcode nur mit übergroßem Aufwand erzeugt werden kann.[1]
- 2005: XML Paper Specification – Konkurrenzprodukt von Microsoft zu PDF (.xps)
- Auch HTML (oben unter „Textdateien“) kombiniert Text und Grafik, jedenfalls in dem Sinne, dass (außer in dedizierten „Textbrowsern“) Text und Grafiken im selben Bildschirmfenster angezeigt werden. HTML fixiert aber im Allgemeinen nicht (wie eine Seitenbeschreibungssprache) den Zeilenumbruch.